# Витебск-2
«Витебск-2» — белорусский футбольный клуб из Витебска, фарм-клуб ФК «Витебск».

## История
В советские времена команда имела название КИМ-д (основной клуб именовался КИМ) и играла в Чемпионате БССР. В 1992 команда под названием КИМ-2 попала в новосозданную Вторую лигу чемпионата Беларуси (а КИМ — в высшую). В 1995 вторая команда получила название «Кимовец», а в 1996 была снята с чемпионата во Второй лиге.
С 2001 года стал проводиться турнир для дублирующих команд высшей лиги, в котором принимали участие витебские резервисты. Но после вылета «Витебска» из высшей лиги в 2012 году была восстановлена вторая команда, которая заявилась во Вторую лигу под названием «Витебск-2».
В сезонах 2012 и 2013 «Витебск-2» занимал последнее место во Второй лиге. В 2014 команда попала в группу А и долгое время вела борьбу за место в первой четверке, которое давало путевку в финальный раунд. В результате «Витебск-2» занял пятое место в группе, и после победы в стыковых матчах получил девятое итоговое место в лиге.
По итогам сезона 2014 основная команда «Витебска» получила место в Высшей лиге после трехлетнего перерыва. Поскольку резервисты снова получили возможность выступать в турнире дублеров, то команда «Витебск-2» перестала участвовать во Второй лиге.

## Предыдущие названия
- до 1991: КИМ-д
- 1992-1994: КИМ-2
- 1995-1996: «Кимовец»
- 2012-2013: «Витебск-2»
- 2014: «МСВО-Витебск-2» (Молодёжная сборная Витебской области)

## Достижения
- Лучшее достижение в Первой лиге (Д-2) — 10-е место (1993/94)

## Статистика выступлений
| Сезон   | Лига             | М               | И               | В               | Н               | П               | Голы            | Очки            | Кубок           | Примечания |
| ------- | ---------------- | --------------- | --------------- | --------------- | --------------- | --------------- | --------------- | --------------- | --------------- | ---------- |
| 1992    | Вторая (Д2)      | 13              | 15              | 3               | 5               | 7               | 12–22           | 11              | 1/16 финала     |            |
| 1992/93 | Вторая (Д2)      | 14              | 30              | 6               | 7               | 17              | 29–44           | 19              |                 |            |
| 1993/94 | Вторая (Д2)      | 10              | 28              | 7               | 9               | 12              | 26–40           | 23              |                 |            |
| 1994/95 | Вторая (Д2)      | 13              | 30              | 9               | 5               | 16              | 30–46           | 23              |                 |            |
| 1995    | Вторая (Д2)      | 14              | 14              | 2               | 3               | 9               | 9–28            | 9               | 1/16 финала     |            |
| 1996    | Вторая (Д2)      | Снята с турнира | Снята с турнира | Снята с турнира | Снята с турнира | Снята с турнира | Снята с турнира | Снята с турнира | Снята с турнира |            |
|         |                  |                 |                 |                 |                 |                 |                 |                 |                 |            |
| 2012    | Вторая (Д3)      | 19              | 36              | 2               | 4               | 30              | 24-99           | 10              |                 |            |
| 2013    | Вторая (Д3)      | 13              | 24              | 2               | 5               | 17              | 22-65           | 11              |                 |            |
| 2014    | Вторая — А (Д3)  | 5               | 22              | 9               | 5               | 8               | 28–23           | 32              |                 |            |
| 2014    | Матч за 9 место1 | 9               | 2               | 1               | 0               | 1               | 6–2             | 3               |                 |            |

- 1 Стыковые матчи против клуба «Неман» (Мосты), который занял 5 место в группе Б (0:1, 6:1).

## Главные тренеры
- Пётр Дорошкевич (1992—1996)
- Сергей Новик (2012—2013)
- Артём Косак (апрель — август 2014)
- Юрий Коноплёв (апрель — август 2014)